# Гвемар I (Салерно)
Вижте пояснителната страница за други личности с името Гвемар.
Гвемар I (на латински: Guaifer; на италиански: Guaimar I di Salerno, Guaimàrio I di Salerno, Waimar, Gaimar, Guaimario; * ок. 855, † 901) е лангобардски принц, принц на Салерно от 880 до 901 г.

## Произход и управление
Той е син на Гвефер, 861 – 880 г. принц на Салерно, и съпругата му Ланделаиче. Сестра му Аделчиса е омъжена за Сикард, принц на Беневенто.
Гвемар I поема управлението през август 880 г., когато баща му влиза в манастир Монте Касино. През 877 г. се присъединява в похода на император Карл II Плешиви против арабите, но Карл пада убит и той не се сражава с противниците. През 881 г. арабите обкражават Салерно. През 886 г. Гвемар I и граф Ландо II Капуански са в Константинопол, където подтвърждават своюта лоялност към Византия. От Визанития той се връща с титлата патриций и наемен отряд, с чиято помощ отблъсква арабската опасност.
Гвемар се съюзява с противници на Византия и херцог Гуидо IV Сполетски, с чиято сестра Ита се жени. Заедно с новия си роднина те изгонват византийците от Беневенто през 895 г. и Гуидо IV става княз на Беневенто и предлага на Гвемар да стане негов съуправител. През това време Гвемар I е обвинен в опит да убие гасталда на Авелино, Аделферио, попада в плен в Кампания и само с намесата на Гуидо IV е освободен. След това опозорение Гвемар I се връща в Салерно, и забравя за беневентските амбиции.
През 893 г. Гвемар I поставя синът си Гвемар II за съ-регент. Той строи нов княжески дворец и църква в Салерно. През 900/901 г. Гвемар I отива в манастир Сан Масимо и оставя синът си Гвемар II да управлява сам.

## Фамилия
Гвемар I се жени през 880 г. за Ита (* 865, † сл. 897/98), дъщеря на Гуидо II Сполетски от род Гвидони, херцог и маркграф на Сполето и Камерино, сестра на херцог Гуидо IV Сполетски. Те имат четири деца:
- Гвемар II († 4 юни 946), принц на Салерно
- Гуидо ди Салерно (* 880/890, † сл. април 940)
- Гвайфер
- Емма († сл. 897/98).